# Lizzano in Belvedere
Lizzano in Belvedere é uma comuna italiana da região da Emília-Romanha, província de Bolonha, com cerca de 2.248 habitantes. Estende-se por uma área de 85 km², tendo uma densidade populacional de 26 hab/km². Faz fronteira com Fanano (MO), Gaggio Montano, Montese (MO), Pistoia (PT), Porretta Terme, San Marcello Pistoiese (PT), Sestola (MO).

## Demografia
| Variação demográfica do município entre 1861 e 2011                               |
|                                                                                   |
| Fonte: Istituto Nazionale di Statistica (ISTAT) - Elaboração gráfica da Wikipedia |